# Словенский язык
Слове́нский язы́к (самоназвание — slovenski jezik [slɔˈʋèːnski ˈjɛ̀ːzik], slovenščina [slɔˈʋèːnʃtʃina]) — индоевропейский язык, принадлежащий к западной ветви южнославянских языков. Словенский язык, наряду с лужицкими, является одним из славянских языков, сохранивших двойственное число.
Число говорящих — около 2 млн человек, большинство которых живёт в Словении.
Письменность — на основе латинского алфавита, гаевица.

## О названии
Самоназвание словенского языка (как и словацкого) означает «славянский» (ср. со ст.‑слав. словѣньскъ).
В русском языке словенский до XIX века называли «краинским/крайнским», «виндским», «карниольским», «карнийским», «хорутанским», «хорутанско-словенским/хорутано-словенским», «крайно-словенским». С конца XIX века стало преобладать название «словинский», затем вытеснено современным «словенский».

## Лингвогеография

### Социолингвистические сведения
Современный словенский язык подразделяется на:
- сборный язык (zborni jezik): литературный язык школы, театра и т. п.;
- общий, или книжно-разговорный язык (splošno ali knjižnopogovorni jezik): разговорно-литературный вариант, используемый главным образом в центральной Словении и вообще в городах;
- региональные разговорные языки, переходящие от него к диалектам.

### Диалекты
Словенский язык делится на 48 диалектов, которые объединяются в 7 групп: каринтийскую, приморскую, ровтарскую, гореньскую, доленьскую, штирийскую и паннонскую. Особняком стоят кочевские говоры (смешанная группа в городе Кочевье и окрестностях, которые ранее были заселены немцами).

### Словенские литературные микроязыки
- Прекмурско-словенский язык, сегодня почти вытесненный общелитературным языком, но ещё используемый в Венгрии (например, в газете «Porabje»).
- Резьянский язык в Италии (rozajanski/rozojanski jazek/langäč, rozajanskë/rozojanskë rumuninjë‚ po näs, po našin): из-за лингвистических и нелингвистических факторов общесловенская норма в Резье никогда не использовалась, резьяне писали на своих местных говорах. Резьянский диалект до XVI века был частью корошской группы. Говорят как в Каринтии: žená (вм. žéna), vilažej (вм. pomlad), štredi (вм. štirideset), petardu (вм. petdeset), gorica (вм. dvor), čarnjël (вм. rdeč), но после немецкой и романской (ре)колонизации северо-восточного Фриули сохранились контакты только с самыми северными диалектами приморской группы. Сильное влияние романской лексики и синтаксиса; так, для чисел от 60 до 99 используется счёт двадцатками: štirkrat dwisti nu dëset («четырежды двадцать и десять») вм. devetdeset. См. обстоятельное исследование И. А. Бодуэна де Куртенэ «Резья и резьяне», опубликованное в томе 3 (отдел 1) «Славянского сборника», Пб., 1876, стр. 223—371.

## Письменность

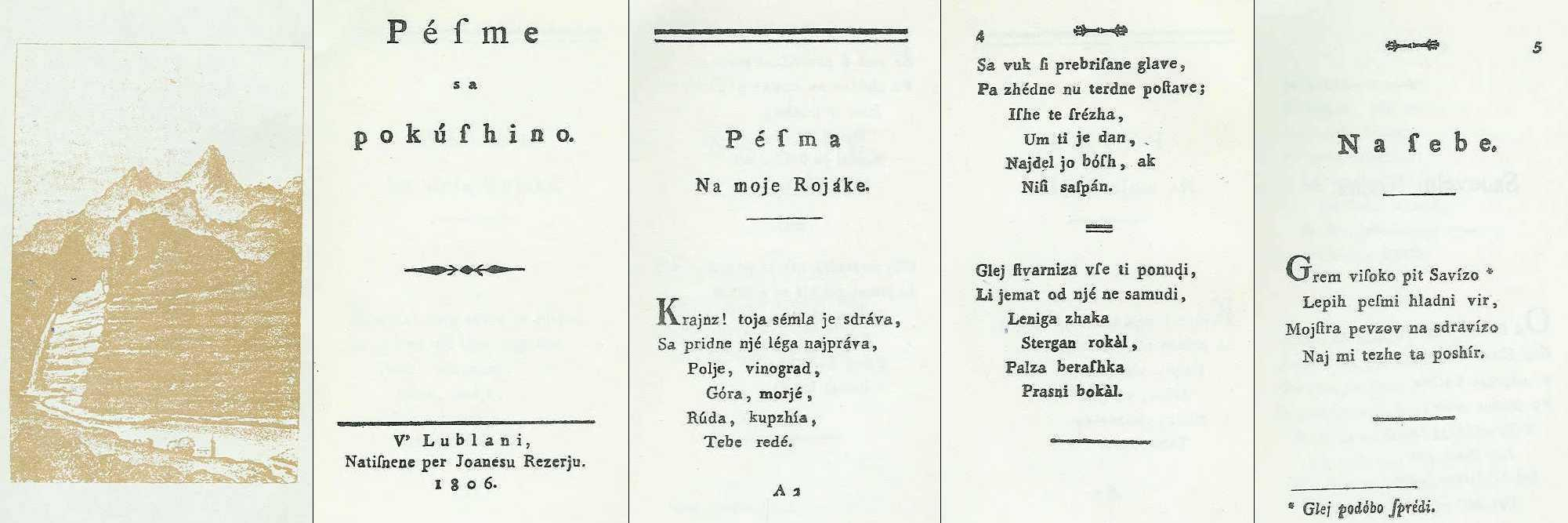
Бохоричица

За исключением немногих примеров использования глаголицы и кириллицы, по-словенски писали латиницей, недостаток которой состоял в отсутствии знаков для [ʒ], [ʃ] и [tʃ] (то есть для звуков, близких русским «ж», «ш» и «ч», соответственно). В разное время эту проблему решали по-разному.
- Со времён Реформации до 1850-х преимущественно использовалась так называемая «бохоричица» (названная по имени Адама Бохорича, ок. 1520 — 1598) — система с использованием двух форм латинской буквы S в разном звуковом значении и обозначением шипящих буквосочетаниями (s [з], ſ [с], z [ц], sh [ж], ſh [ш], zh [ч]). Недостаток этой системы — неразличение [з]/[с], [ж]/[ш] в начале слова, если оно пишется с заглавной буквы (у строчных букв s/ſ общая заглавная S). Одним из последних бохоричицей писал поэт Франце Прешерн, 1800—1849.

- В первой половине XIX века применялись «дайнчица» (по имени Петра Дайнко, 1787—1873) и «метелчица» (по имени Франца Метелко[англ.], 1779—1860), системы с заимствованием знаков для [ʃ], [tʃ] и [ʒ] из кириллицы.
- С середины XIX века и по настоящее время используется модифицированный (сокращенный на две буквы, Ć и Đ) хорватский алфавит Людевита Гая («гаевица»). Современный словенский алфавит содержит 25 собственно букв (латинские без Q, W, X, Y, но с добавленными Č, Š, Ž) и три диграфа — DŽ, LJ, NJ — которые по статусу, в отличие от сербохорватского языка, не приравниваются к буквам (например, в кроссвордах).

| буква | звук (МФА) | алло- фоны |
| ----- | ---------- | ---------- |
| A a   | [a]        |            |
| B b   | [b]        | [p]        |
| C c   | [ts]       | [dz]       |
| Č č   | [tʃ]       | [dʒ]       |
| D d   | [d]        | [t]        |
| Dž dž | [ʤ]        | [ʧ]        |
| E e   | [e, ɛ]     |            |
| F f   | [f]        |            |
| G g   | [g]        | [k]        |
| H h   | [x]        | [ɣ]        |
| I i   | [i]        |            |
| J j   | [j]        |            |
| K k   | [k]        | [g]        |
| L l   | [l, w]     |            |

| буква | звук (МФА) | алло- фоны |
| ----- | ---------- | ---------- |
| Lj lj | [ʎ]        |            |
| M m   | [m]        |            |
| N n   | [n]        | [ŋ]        |
| Nj nj | [ɲ]        |            |
| O o   | [o, ɔ]     |            |
| P p   | [p]        | [b]        |
| R r   | [r]        |            |
| S s   | [s]        | [z]        |
| Š š   | [ʃ]        | [ʒ]        |
| T t   | [t]        | [d]        |
| U u   | [u]        |            |
| V v   | [v]        | [f]        |
| Z z   | [z]        | [s]        |
| Ž ž   | [ʒ]        | [ʃ]        |

## История
Историю словенского языка можно разделить на пять периодов:
- 1. VI—VIII века — предыстория словенского языка, предки словенцев говорили на праславянском диалекте южнославянского типа;
- 2. IX—X/XI века — «альпийский славянский», объединявший словенский, кайкавский и частично чакавский диалекты; в это время происходят следующие изменения:
  -     - утрата *y: *byti > *biti «быть»;
    - падение редуцированных и прояснение их в сильной позиции;
    - сокращение долгого акута: bráta «брата» > bràta;
    - передвижки ударения: *dušà > dúša «душа»;
    - утрата согласными корреляции по твёрдости—мягкости;
    - переход *dj > j: *kradja > *kraja;
    - смена флексии родительного падежа мужского рода прилагательных с -go на -ga: dobrogo > dobroga > dobrega;
    - утрата конечного -t в третьем лице единственного и множественного числа глаголов: *nesetъ > neset > nese;
    - появление романских и германских заимствований в лексике;
- 3. XII—XIII века — начало собственно словенской истории; процессы этого периода:
  -     - редукция безударных гласных в предударном слоге;
    - передвижка циркумфлекса на последний слог: prôso > prosô;
    - передвижка краткого акута на один слог ближе к началу слова: zvezdá > zvézda;
    - дифтонгизация ě и ô;
    - начало деназализации носовых гласных;
    - начало оформления типов склонения существительных на основе категории рода;
    - вытеснение субстантивных окончаний адъективными в склонении неопределённых прилагательных;
    - распространение флексии -m в 1 лице единственного числа глаголов;
    - отпадение -st в 3-м лице ед. ч. атематических глаголов;
    - начало утраты аориста и имперфекта;
    - продолжение заимствования романизмов и германизмов;
- 4. XIV—XVI века — период диалектизации словенского языка;
- 5. XVII—XIX/XX века — формирование современного словенского языка.

Самый ранний известный пример определённо словенского диалекта в письменном виде — так называемые «Брижинские (Фрейзингенские) отрывки» (Brižinski spomeniki); они написаны между 972 и 1093 гг. — вероятно, ближе к концу этого периода — в долине реки Мёлль в Каринтии. Этот вероисповедный текст, древнейший письменный памятник словенского языка, написан латиницей (каролингским минускулом). Он является одной из древнейших сохранившихся славянских рукописей вообще.
Формирование словенского литературного языка в XVI веке связывается с работой реформаторов Приможа Трубара (1508—1586), Адама Бохорича (1520—1598) и Юрия Далматина (1547—1589). Тогда сегодняшняя Словения была частью Священной Римской империи, Австрийской империи и Австро-Венгрии, в которых немецкий язык был языком элиты, а по-словенски говорили только «простые» люди.
В XVIII веке основа литературного языка сместилась с доленьских (нижних, долинных) диалектов на север, к Любляне, которая находится в переходной зоне между доленьскими и гореньскими (верхними, горными) диалектами.
Иллиризм и панславизм принесли слова из сербохорватского, чешского и русского языков.
В 1850-х формирование словенского литературного языка завершилось. Особое влияние на развитие литературного языка оказал своей литературной деятельностью католический епископ Антоний Мартин Сломшек. Можно сказать, что у сегодняшнего словенского языка доленьский консонантизм и гореньский вокализм.

## Лингвистическая характеристика

### Фонетика и фонология

#### Гласные

Словенские гласные

Под ударением в словенском языке различается 13 гласных фонем:
| Подъём  | Ряд      | Ряд      | Ряд     | Ряд     | Ряд     | Ряд    |
| Подъём  | Передний | Передний | Средний | Средний | Задний  | Задний |
| ------- | -------- | -------- | ------- | ------- | ------- | ------ |
|         | краткие  | долгие   | краткие | долгие  | краткие | долгие |
| Верхний | i        | iː       |         |         | u       | uː     |
| Средний |          | eː       |         |         |         | oː     |
| Средний | ɛ        | ɛː       | ə       |         | ɔ       | ɔː     |
| Нижний  |          |          | a       | aː      |         |        |

В безударной позиции вступает только 6 гласных: /i/, /ɛ/, /ə/, /a/, /ɔ/, /u/.

#### Согласные
Согласные звуки словенского языка (в скобках даны аллофоны фонем):
|               | Губные | Губные | Переднеязычные | Переднеязычные | Среднеязычные | Среднеязычные | Заднеязычные | Заднеязычные |
| ------------- | ------ | ------ | -------------- | -------------- | ------------- | ------------- | ------------ | ------------ |
| Носовые       | /m/    | /m/    | /n/            | /n/            | /ɲ/           | /ɲ/           | [ŋ]          | [ŋ]          |
| Взрывные      | /p/    | /b/    | /t/            | /d/            |               |               | /k/          | /ɡ/          |
| Аффрикаты     |        |        | /t͡s/           | [d͡z]           | /t͡ʃ/          | [d͡ʒ]          |              |              |
| Фрикативы     | /f/    | /v/    | /s/            | /z/            | /ʃ/           | /ʒ/           | /x/          | [ɣ]          |
| Аппроксиманты | [w]    | [w]    |                |                | /j/           | /j/           |              |              |
| Боковые       |        |        | /l/            | /l/            | /ʎ/           | /ʎ/           |              |              |
| Дрожащие      |        |        | /r/            | /r/            |               |               |              |              |

- В разговорном словенском на месте литературных палатальных [ɲ] и [ʎ] (nj и lj на письме) произносятся зубные [n] и [l][12]
- Не все лингвисты считают [d͡ʒ] самостоятельной фонемой[10].
- Согласные регрессивно ассимилируются по глухости—звонкости: sladek [ˈslaːdək] «сладкий» — sladka [ˈslaːtka] «сладкая», glas [ˈɡlaːs] «голос» — glasba [ˈɡlaːzba] «музыка»[10]. На конце слова звонкие согласные оглушаются. Звук [l] в конце слова и перед согласным переходит в [u̯]: stol [stɔu̯] «стул», molčati [mɔu̯ˈt͡ʃaːti] «молчать». Звук [v] переходит в [u̯] в тех же позициях, а в начале, середине слова и в предлоге v перед согласным — в [u]: nov [nɔu̯], vsak [uˈsaːk] «всякий», predvsem [prɛduˈsɛm] «прежде всего», v redu [u ˈreːdu] «в порядке»[8].
- Согласный [n] ассимилируется по месту образования в [ŋ] перед заднеязычными [k], [g], [x]: angel [ˈaːŋɡɛu̯] «ангел». Предлог k ассимилируется в [x] перед начальным k- и в [ɣ] перед начальным g- следующего слова (на письме в обоих случаях используется буква h)[8].

#### Просодия

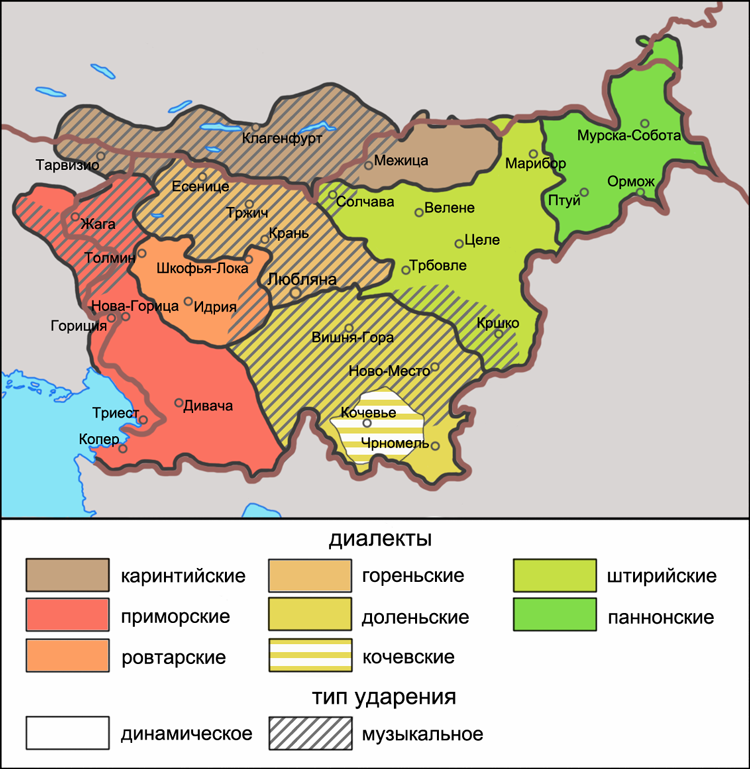
Распространение динамического и музыкального (тонического) типов ударения в диалектах словенского языка

Ранее словенский язык характеризовался музыкальным ударением, по-прежнему сохраняющимся в части диалектов. В этой системе различаются восходящий и нисходящий тоны, обычно стоящие на долгих ударных гласных и [ər]. При транскрипции тонического ударения на долгом гласном и [ər] восходящий тон обозначается акутом (á), нисходящий тон — циркумфлексом (â); на кратком гласном восходящий тон обозначается грависом (à), нисходящий тон — двойным грависом (ȁ). Закрытые гласные записываются при помощи точки под буквой (ẹ и ọ).

### Морфология
Й. Топоришич выделяет в словенском языке следующие девять частей речи: имя существительное (samostalnik), имя прилагательное (pridevnik), наречие (prislov), глагол (glagol), предикатив (povedkovnik), предлог (predlog), союз (veznik), частица (členek), междометие (medmet).

#### Имя существительное
Имя существительное в словенском языке изменяется по числам и падежам, а также характеризуется классифицирующей категорией рода. Чисел три — единственное, двойственное и множественное. Отмечается группа существительных «singularia tantum», имеющих только единственное число, и «pluralia tantum», имеющих только множественное. Падежей шесть — именительный (imenovalnik), родительный (rodilnik), дательный (dajalnik), винительный (tožilnik), местный (mestnik) и творительный (orodnik). Звательная форма утрачена. Родов три — мужской, женский и средний. Существительные мужского рода в единственном числе различаются по одушевлённости/неодушевлённости.
Склонение существительных женского рода на примере слов voda «вода», mati «мать», pesem «песня», stvar «вещь»:
| Падеж и число          | I склонение | II склонение | II склонение | II склонение |
| ---------------------- | ----------- | ------------ | ------------ | ------------ |
| Именительный ед. числа | vôda        | máti         | pésem        | stvár        |
| Родительный ед. числа  | vodé        | mátere       | pésmi        | stvarí       |
| Дательный ед. числа    | vôdi        | máteri       | pésmi        | stvári       |
| Винительный ед. числа  | vodó        | máter        | pésem        | stvár        |
| Творительный ед. числа | vodó        | máterjo      | pésmijo      | stvárjo      |
| Местный ед. числа      | vôdi        | máteri       | pésmi        | stvári       |
| Им.-вин. дв. числа     | vodé        | máteri       | pésmi        | stvarí       |
| Дат.-тв. дв. числа     | vodáma      | máterama     | pésmima      | stvaréma     |
| Именительный мн. числа | vodé        | mátere       | pésmi        | stvarí       |
| Родительный мн. числа  | vodá        | máter        | pésmi        | stvarí       |
| Дательный мн. числа    | vodàm       | máterem      | pésmim       | stvarém      |
| Винительный мн. числа  | vodé        | mátere       | pésmi        | stvarí       |
| Творительный мн. числа | vodámi      | máterami     | pésmimi      | stvarmí      |
| Местный мн. числа      | vodàh       | máterah      | pésmih       | stvaréh      |

Й. Топоришич выделяет также III склонение женского рода, куда относятся несклоняемые существительные, и IV склонение, по которому изменяются субстантивированные прилагательные.
Склонение существительных среднего рода на примере слов leto «год», srce «сердце», ime «имя», dekle «девушка», drevo «дерево»:
| Падеж и число          | I склонение | I склонение | I склонение | I склонение |           |
| ---------------------- | ----------- | ----------- | ----------- | ----------- | --------- |
| Именительный ед. числа | léto        | srcé        | imé         | deklè       | drevó     |
| Родительный ед. числа  | léta        | srcá        | iména       | dekléta     | drevésa   |
| Дательный ед. числа    | létu        | sŕcu        | iménu       | deklétu     | drevésu   |
| Винительный ед. числа  | léto        | srcé        | imé         | deklè       | drevó     |
| Творительный ед. числа | létom       | sŕcem       | iménom      | deklétom    | drevésom  |
| Местный ед. числа      | létu        | sŕcu        | iménu       | deklétu     | drevésu   |
| Им.-вин. дв. числа     | léti        | sŕci        | iméni       | dekléti     | drevési   |
| Дат.-тв. дв. числа     | létoma      | sŕcema      | iménoma     | deklétoma   | drevésoma |
| Именительный мн. числа | léta        | sŕca        | iména       | dekléta     | drevésa   |
| Родительный мн. числа  | lét         | sŕc         | imén        | deklét      | drevés    |
| Дательный мн. числа    | létom       | sŕcem       | iménom      | deklétom    | drevésom  |
| Винительный мн. числа  | léta        | sŕca        | iména       | dekléta     | drevésa   |
| Творительный мн. числа | léti        | sŕci        | iméni       | dekléti     | drevési   |
| Местный мн. числа      | létih       | sŕcih       | iménih      | deklétih    | drevésih  |

#### Имя прилагательное
Склонение прилагательных на примере слова nòv «новый»:
| Падеж                  | Падеж                  | Мужской род | Средний род | Женский род |
| ---------------------- | ---------------------- | ----------- | ----------- | ----------- |
| Именительный ед. числа | Именительный ед. числа | nòv / nôvi  | nôvo        | nôva        |
| Родительный ед. числа  | Родительный ед. числа  | nôvega      | nôvega      | nôve        |
| Дательный ед. числа    | Дательный ед. числа    | nôvemu      | nôvemu      | nôvi        |
| Винительный ед. числа  | неодуш.                | nòv / nôvi  | nôvo        | nôvo        |
| Винительный ед. числа  | одуш.                  | nôvega      | nôvo        | nôvo        |
| Творительный ед. числа | Творительный ед. числа | nôvim       | nôvim       | nôvo        |
| Местный ед. числа      | Местный ед. числа      | nôvem       | nôvem       | nôvi        |
| Им.-вин. дв. числа     | Им.-вин. дв. числа     | nôva        | nôvi        | nôvi        |
| Дат.-твор. дв. числа   | Дат.-твор. дв. числа   | nôvima      | nôvima      | nôvima      |
| Именительный мн. числа | Именительный мн. числа | nôvi        | nôva        | nôve        |
| Родительный мн. числа  | Родительный мн. числа  | nôvih       | nôvih       | nôvih       |
| Дательный мн. числа    | Дательный мн. числа    | nôvim       | nôvim       | nôvim       |
| Винительный мн. числа  | Винительный мн. числа  | nôve        | nôva        | nôve        |
| Творительный мн. числа | Творительный мн. числа | nôvimi      | nôvimi      | nôvimi      |
| Местный мн. числа      | Местный мн. числа      | nôvih       | nôvih       | nôvih       |

Для качественных прилагательных характерны особые склоняемые формы степеней сравнения: прилагательные положительной степени и образуемые от них прилагательные сравнительной и превосходной степеней. Степени сравнения образуются морфологическим (суффиксальным) и аналитическим (описательным) способами:
1. при морфологическом способе сравнительная степень (primernik / komparativ) прилагательных образуется при помощи суффиксов -š-, -j- и -ejš- и окончаний, прибавляемых к основе положительной степени:
  1. mlád «молодой» — mlájši, húd «злой» — hújši, sládek «сладкий» — slájši, krátek «короткий» — krájši, ràd — rájši «лучше, скорее» (используется как предикатив), tánek «тонкий» — tánjši, májhen «маленький» — mánjši, gŕd «некрасивый» — gŕši, tŕd «твёрдый» — trši, širòk «широкий» — širši, ljúb «любимый» — ljúbši, lép «красивый» — lépši, dóber «хороший» — bóljši, dólg «длинный» — dáljši;
  2. drág «дорогой» — drážji, tíh «тихий» — tíšji, nízek «низкий» — nížji, láhek «лёгкий» — lážji, vêlik «большой» — véčji, visòk «высокий» — víšji, blag — blážji; устаревшие или диалектные формы: kráčji «более короткий», méčji «более мягкий», stárji «старший, более старый», globóčji «более глубокий»;
  3. bogàt «богатый» — bogatéjši, dêbel «толстый» — debeléjši, strahopéten «трусливый» — strahopétnejši, globòk «глубокий» — globokéjši, srdít «сердитый» — srdítejši, hláden «холодный» — hladnéjši, krêpek «крепкий» — krepkéjši, svêtel «светлый» — svetléjši, tèmen «тёмный» — temnéjši, mêhek «мягкий» — mehkéjši, tôpel «тёплый» — topléjši, gôrek «горячий» — gorkéjši, stàr «старый» — staréjši, nòv «новый» — novéjši и многие другие;
2. при аналитическом способе сравнительная степень прилагательных образуется сочетанием положительной степени прилагательного со словом bolj: bolj slovenski «более словенский».

#### Числительное
Склонение числительных «два», «три», «четыре», «пять»:
| Падеж        | Падеж        | «Два»       | «Два»                  | «Три»       | «Три»                  | «Четыре»    | «Четыре»               | «Пять» |
| Падеж        | Падеж        | Мужской род | Средний и женский роды | Мужской род | Средний и женский роды | Мужской род | Средний и женский роды | «Пять» |
| ------------ | ------------ | ----------- | ---------------------- | ----------- | ---------------------- | ----------- | ---------------------- | ------ |
| Именительный | Именительный | dvá         | dvé                    | tríje       | trí                    | štírje      | štíri                  | pét    |
| Родительный  | Родительный  | dvéh        | dvéh                   | tréh        | tréh                   | štírih      | štírih                 | pêtih  |
| Дательный    | Дательный    | dvéma       | dvéma                  | trém        | trém                   | štírim      | štírim                 | pêtim  |
| Винительный  | Винительный  | dvá         | dvé                    | trí         | trí                    | štíri       | štíri                  | pét    |
| Творительный | Творительный | dvéma       | dvéma                  | trémi       | trémi                  | štírimi     | štírimi                | pêtimi |

#### Местоимение
Склонение личных местоимений первого и второго лиц (после запятой приведены клитики):
| Падеж        | Первое лицо  | Первое лицо      | Первое лицо            | Второе лицо  | Второе лицо      | Второе лицо            |
| Падеж        | Я            | Мы               | Мы вдвоём              | Ты           | Вы               | Вы вдвоём              |
| ------------ | ------------ | ---------------- | ---------------------- | ------------ | ---------------- | ---------------------- |
| Именительный | jàz          | mí (м.), mé (ж.) | mídva (м.), médve (ж.) | tì           | ví (м.), vé (ж.) | vídva (м.), védve (ж.) |
| Родительный  | mêne, me     | nàs, nas         | náju, naju             | têbe, te     | vàs, vas         | váju, vaju             |
| Дательный    | mêni, mi     | nàm, nam         | náma, nama             | têbi, ti     | vàm, vam         | váma, vama             |
| Винительный  | mêne, me     | nàs, nas         | náju, naju             | têbe, te     | vàs, vas         | váju, vaju             |
| Творительный | menój / máno | nàmi             | náma                   | tebój / tábo | vàmi             | váma                   |
| Местный      | mêni         | nàs              | náju                   | têbi         | vàs              | váju                   |

Склонение личных местоимений третьего лица:
| Падеж        | Единственное число | Единственное число | Единственное число | Двойственное число                     | Множественное число           |
| Падеж        | Мужской род        | Средний род        | Женский род        | Двойственное число                     | Множественное число           |
| ------------ | ------------------ | ------------------ | ------------------ | -------------------------------------- | ----------------------------- |
| Именительный | òn                 | ôno                | ôna                | ônadva (м.), ônidve (ср.), ônidve (ж.) | ôni (м.), ôna (ср.), ône (ж.) |
| Родительный  | njêga, ga          | njêga, ga          | njé, je            | njíju, ju/njìh, jih                    | njìh, jih                     |
| Дательный    | njêmu, mu          | njêmu, mu          | njéj, jej          | njíma, jima                            | njìm, jim                     |
| Винительный  | njêga, ga          | njêga, ga          | njó, jo            | njíju, ju/njìh, jih                    | njìh, jih                     |
| Творительный | njím               | njím               | njó                | njíma                                  | njími                         |
| Местный      | njêm               | njêm               | njéj               | njíju                                  | njìh                          |

#### Глагол
Времена
Система времён в словенском состоит из настоящего и будущего времён, перфекта и плюсквамперфекта.
Спряжение глаголов в настоящем времени на примере слов delati «делать», govoriti «говорить», imeti «иметь», jesti «есть», biti «быть» и ne biti «не быть»:
| Лицо и число       | delati | govoriti | imeti | jesti | biti | ne biti |
| ------------------ | ------ | -------- | ----- | ----- | ---- | ------- |
| 1-е лицо ед. числа | délam  | govorím  | imám  | jém   | sèm  | nísem   |
| 2-е лицо ед. числа | délaš  | govoríš  | imáš  | jéš   | sì   | nísi    |
| 3-е лицо ед. числа | déla   | govorí   | imá   | jé    | jè   | ní      |
| 1-е лицо дв. числа | délava | govoríva | imáva | jéva  | svà  | nísva   |
| 2-е лицо дв. числа | délata | govoríta | imáta | jésta | stà  | nísta   |
| 3-е лицо дв. числа | délata | govoríta | imáta | jésta | stà  | nísta   |
| 1-е лицо мн. числа | délamo | govorímo | imámo | jémo  | smò  | nísmo   |
| 2-е лицо мн. числа | délate | govoríte | imáte | jéste | stè  | níste   |
| 3-е лицо мн. числа | délajo | govoríjo | imájo | jedó  | sò   | níso    |

Перфект образуется сложным образом: его формы состоят из l-причастия и вспомогательного глагола biti в форме настоящего времени. Спряжение глагола delati «делать» в перфекте:
| Лицо и число    | Мужской род | Женский род | Средний род |
| --------------- | ----------- | ----------- | ----------- |
| 1-е лицо ед. ч. | sem delal   | sem delala  | *sem delalo |
| 2-е лицо ед. ч. | si delal    | si delala   | *si delalo  |
| 3-е лицо ед. ч. | je delal    | je delala   | je delalo   |
| 1-е лицо дв. ч. | sva delala  | sva delali  | *sva delali |
| 2-е лицо дв. ч. | sta delala  | sta delali  | *sta delali |
| 3-е лицо дв. ч. | sta delala  | sta delali  | sta delali  |
| 1-е лицо мн. ч. | smo delali  | smo delale  | *smo delala |
| 2-е лицо мн. ч. | ste delali  | ste delale  | *ste delala |
| 3-е лицо мн. ч. | so delali   | so delale   | so delala   |

Формы плюсквамперфекта состоят из l-причастия и вспомогательного глагола biti в форме перфекта:
| Лицо и число    | Мужской род     | Женский род     | Средний род      |
| --------------- | --------------- | --------------- | ---------------- |
| 1-е лицо ед. ч. | sem bil delal   | sem bila delala | *sem bilo delalo |
| 2-е лицо ед. ч. | si bil delal    | si bila delala  | *si bilo delalo  |
| 3-е лицо ед. ч. | je bil delal    | je bila delala  | je bilo delalo   |
| 1-е лицо дв. ч. | sva bila delala | sva bili delali | *sva bili delali |
| 2-е лицо дв. ч. | sta bila delala | sta bili delali | *sta bili delali |
| 3-е лицо дв. ч. | sta bila delala | sta bili delali | sta bili delali  |
| 1-е лицо мн. ч. | smo bili delali | smo bile delale | *smo bila delala |
| 2-е лицо мн. ч. | ste bili delali | ste bile delale | *ste bila delala |
| 3-е лицо мн. ч. | so bili delali  | so bile delale  | so bila delala   |

Будущее от глаголов как совершенного, так и несовершенного вида образуется присоединением к особым формам вспомогательного глагола biti l-причастия основного глагола:
| Лицо и число    | Мужской род  | Женский род  | Средний род   |
| --------------- | ------------ | ------------ | ------------- |
| 1-е лицо ед. ч. | bom delal    | bom delala   | *bom delalo   |
| 2-е лицо ед. ч. | boš delal    | boš delala   | *boš delalo   |
| 3-е лицо ед. ч. | bo delal     | bo delala    | bo delalo     |
| 1-е лицо дв. ч. | bova delala  | bova delali  | *bova delali  |
| 2-е лицо дв. ч. | bosta delala | bosta delali | *bosta delali |
| 3-е лицо дв. ч. | bosta delala | bosta delali | bosta delali  |
| 1-е лицо мн. ч. | bomo delali  | bomo delale  | *bomo delala  |
| 2-е лицо мн. ч. | boste delali | boste delale | *boste delala |
| 3-е лицо мн. ч. | bodo delali  | bodo delale  | bodo delala   |

Наклонения
В словенском языке три наклонения: изъявительное, сослагательное и повелительное.

### Синтаксис
Порядок слов в словенском языке — свободный, базовым является порядок SVO (подлежащее — сказуемое — дополнение).

### Лексика
К наиболее ранним заимствованиям в словенской лексике относятся романизмы, начавшие проникать в словенский язык с момента заселения Словении славянами и продолжившие в Средние века. В первую очередь, это топонимы: лат. Capris / Caprae > Koper, лат. Sontius > Soča. Кроме того, это такие слова, как jambor «мачта» < лат. arbor «дерево», golida «подойник» < вульг.-лат. *galeda, hlače «штаны» < средн.-лат. calcae, fant «парень» < итал. fante.
В словарном составе словенского присутствует большое количество германизмов, которые заимствовались с VIII по XIX века: flinta «ружьё» < нем. Flinte, gmajna «община» < ср.-в.-нем. gemeine, krompir «картофель» < нем. Grundbirne. Через немецкое посредство проникала также лексика латинского и греческого происхождения: klošter «монастырь», škrinja «сундук», špital «больница».

## История изучения
Основная систематическая научно-исследовательская работа по разным вопросам использования словенского языка ведётся в Институте словенского языка им. Франа Рамовша Словенской академии наук и искусств, созданном в 1945 году, чтобы собрать языковой материал и подготовить словари и атласы, составить описательную и историческую грамматики, а также фонотеку диалектной речи. В Институте к настоящему времени были составлены основные словари словенского языка:
- словарь современного литературного словенского языка — Slovar slovenskega knjižnega jezika (в 5 томах, Любляна: 1970—1991 гг.; электронная версия),
- орфографический словарь (более 130 000 слов) (Slovenski pravopis, Любляна, 2001 год, 1500 стр.; электронная версия),
- этимологические словари (Ф. Безлай. Etimološki slovar slovenskega jezika, 1-5, 1976—2007; М. Сной, Slovenski etimološki slovar. 1997, 2003, 2009 гг.; последнее издание, расширенное и дополненное, содержит этимологии более чем 30 000 словенских слов),
- словенский фразеологический словарь (Й, Кебер. Slovar slovenskih frazemov),
- первый выпуск словенского лингвистического атласа (Slovenski lingvistični atlas 1. Človek — telo, bolezni, družina).

Созданы два языковых корпуса: Nova beseda и Gigafida
Наиболее достоверная описательная грамматика словенского языка была написана Йоже Топоришичем (Slovenska slovnica. 4., prenovljena in razširjena izdaja. Марибор).